# مضاد التهاب

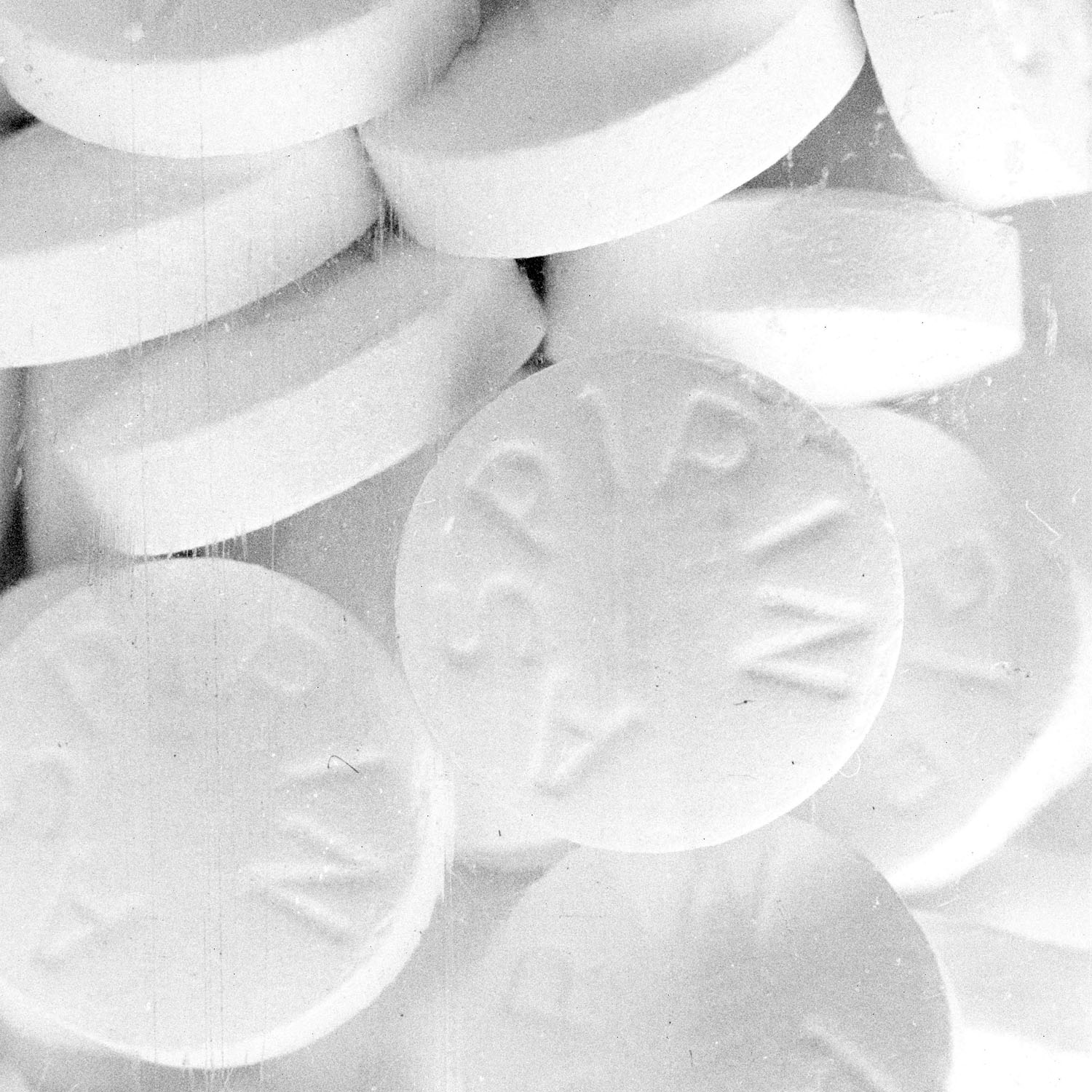

مضاد الالتهاب هو الدواء المستعمل لمكافحة الالتهاب.
هي عبارة عن مجموعة أدوية موجهة لعلاج حالات الالتهاب والأمراض الناجمة عنها مثل الظواهر الروماتيزمية، الكسور، التهابات الفم والجهاز التناسلي والبولي.
العديد من مضادات الالتهاب تباع بدون وصفة. كباقي الأدوية يمكن ان تسبب أثار جانبية ويمكن أن تكون سبب للتسمم، إما بسبب زيادة الجرعة أو بسبب التفاعل الدوائي مع أدوية أخرى، أو عن طريق الحساسية.
البرد هو مضاد اٍلتهاب طبيعي، من بين الأدوية المضادة للالتهاب نميز الستيروئيدات القشرية ومضادات الالتهاب اللاستيرويدية